# Nieuwe watertoren (Roermond)
In 1930 hebben de spoorwegen een watertoren gebouwd naar ontwerp van architect Sybold van Ravesteyn. Deze toren diende als watervoorziening voor de stoomlocomotieven. Deze watertoren staat nog steeds naast het station en heeft de status van rijksmonument.